# Avenida Mario Urteaga
La avenida Mario Urteaga es una avenida de la ciudad de Cajamarca, en el Perú. Se extiende de noroeste a sureste a lo largo de 18 cuadras, delimitando por el este al centro histórico en el tramo comprendido por las seis primeras cuadras.

## Historia
Según un plano del año 1974, la avenida se llamaba Fátima.

## Recorrido
Se inicia en el jirón Dos de Mayo, con un sentido de circulación de noroeste a sureste. Cerca de esta esquina se encuentra la casona donde residió Mario Urteaga Alvarado. En la cuadra 2 se localizaba, hasta el año 2010, el Hospital Regional de Cajamarca, donde actualmente existe un centro de salud denominado Simón Bolívar. En la cuadra 3 está ubicado el colegio emblemático Santa Teresita. La avenida en este sector presenta un carácter residencial y comercial a la vez. Antes de llegar al jirón Ayacucho se encuentra la plaza Miguel Grau, donde existe un monumento al personaje homónimo.
En el espacio circundado por las avenidas El Maestro, Mario Urteaga y el jirón El Inca se emplaza el óvalo El Inca, el cual contiene un monumento de bronce dedicado al inca Atahualpa. El tráfico proveniente del jirón El Inca se deriva formando la segunda calzada de la avenida Mario Urteaga, convirtiéndola en una arteria de doble sentido. El centro histórico llega a su fin y en la margen derecha de la avenida se encuentran ahora las urbanizaciones Cajamarca y Ramón Castilla, dándole ahora un aspecto más residencial. En la intersección con el jirón Baños del Inca se encuentra un pequeño hospital de emergencias EsSalud.
En la cuadra 15 está ubicada la plaza y el monumento a Víctor Raúl Haya de la Torre, circundado por los jirones Cumbemayo y Santa Teresa. Entre las cuadras 16 y 17 está la intersección con la avenida San Luis, arteria que comunica las avenidas Evitamiento Sur y San Martín de Porres de forma transversal. En esta zona la avenida tiene un aspecto residencial más popular, nos encontramos en el barrio Pueblo Libre. La avenida confluye en el jirón Progreso, finalizando así su recorrido de 18 cuadras. Cabe resaltar que se tuvo proyectado prolongar esta vía hasta la avenida Atahualpa, sin embargo el crecimiento de la ciudad en este sector truncó este proyecto.